# Йель, Фрэнки
Фрэнки Йель (англ. Frankie Yale; 22 января 1893, Лонгобукко, Козенца, Калабрия, Италия — 1 июля 1928, Бруклин, Нью-Йорк, США), урождённый Франческо Йоэле (итал. Francesco Ioele) — италоамериканский гангстер калабрийского происхождения, босс бруклинской мафии, затем капореджиме семьи Массерия, второй работодатель Аль Капоне. Помимо Капоне, среди других гангстеров, которые в то или иное время работали под руководством Йеля, были Джо Адонис, Энтони Карфано, Альберт Анастазия, а также печально известный убийца Уилли Алтьери, прозванный «Два ножа» из-за его предпочтительного метода убийства жертвы.

## Ранние годы
Франческо Йоэле родился в калабрийском городке Лонгобукко (Италия) 22 января 1893 года в семье Доменико и Изабеллы (урождённой Дезимоне) Йоэле. У него был старший брат Джон и младшие брат и сестра, Ассунта и Анджело. Приблизительно в 1900 году семья Йоэле эмигрировала в Соединённые Штаты. Подростком Франческо подружился с Джоном Торрио, который ввёл его в банду «Пять углов» и подготовил к преступной жизни. Вскоре после того, как Торрио уехал в Чикаго в 1909 году, Иоэле «американизировал» имя и фамилию, Став Фрэнки Йелем. Несмотря на свой средний рост и пухлое телосложение, Фрэнки был грозным кулачным бойцом и вором. В 1910 году, в возрасте 17 лет, Йель и его друг, борец по имени Бобби Нельсон, жестоко избили нескольких мужчин во время драки в бильярдном зале Кони-Айленда, во время которой в ход пошли бильярдные кии и шары. Один из его первых арестов, в октябре 1912 года, был по подозрению в убийстве.

## Босс Бруклина
Как и его наставник Джонни Торрио, Йель принадлежал к новому поколению гангстеров, которые верили в необходимость ставить бизнес выше эго. Начав с простого рэкета, Йель взял под свой контроль торговлю льдом в Бруклине и создав монополию. В 1917 году на доходы от продажи льда Йель открыл бар Harvard Inn на Кони-Айленде. Именно в Harvard Inn молодой вышибала по имени Аль Капоне получил свои знаменитые шрамы на лице в драке с Фрэнком Галлуччо после того, как Капоне заигрывал с его сестрой. После двух лет работы Капоне был отправлен Йелем в Чикаго, где присоединился к организации Торрио.
Йель занимался вымогательством и содержал ряд борделей. Созданная им банда стала первой мафиозной «семьёй» нового вида, в которую входили итальянцы из всех регионов и которые могли работать в партнёрстве с представителями других этнических групп, если это было выгодно для бизнеса. Йель навязывал своим «клиентам» «защиту» и контроль за питанием в ресторанах, а также доставку льда жителям Бруклина. Печально известным побочным продуктом Йеля была его линия низкокачественных сигар, упакованные в коробки с его улыбающимся лицом. Йель также владел и управлял собственным похоронным бюро на 14-й авеню (он и его семья жили через дорогу). Когда его спросили о его профессии, Йель иронично ответил, что он «гробовщик». В начале «сухого закона» Йель стал одним из крупнейших бруклинских бутлегеров.
В мае 1920 года Фрэнки отправился в Чикаго и по просьбе Торрио и Капоне лично убил «Большого Джима» Колозимо, одного из первых главарей Чикагской мафии. Колозимо якобы был убит, потому что отказывался заняться бутлегерством. Несмотря на подозрения полиции Чикаго, Йель так и не был официально обвинён в убийстве Колозимо.

## Соперники
Долгое время было принято считать, что Йель вёл отчаянную войну банд за контроль над бруклинскими доками с ирландской бандой «Белая рука». Недавние исследования поставили многое из этого под сомнение и показали, что злейшими врагами Йеля были не ирландские рэкетиры, а соперничающие итальянские преступные кланы, которые постоянно боролись за власть в Бруклине в 1920-е годы.
Первое известное покушение на Йеля произошло 6 февраля 1921 года, когда он и двое его людей попали в засаду в Нижнем Манхэттене после того, как вышли из машины, чтобы посетить банкет. Один из телохранителей Йеля был убит, другой ранен, сам Йель получил тяжелое ранение в лёгкое, но выжил после продолжительного лечения.
Через пять месяцев после покушения на Йеля, 15 июля 1921 года, он, его брат Анджело и четверо мужчин ехали по Кропси-авеню в Бат-Бич, когда их обстреляли из другой машины. Анджело и один из людей Йеля были ранены. Считалось, что это нападение было совершено Сильвио Мельхиорре в отместку за убийство 5 июня его брата, манхэттенского мафиози Эрнесто Мельхиорре, который был убит после ночного визита в Harvard Inn. Восемь дней спустя люди Йеля застрелили Сильвио Мельхиорре перед его кафе в Маленькой Италии.
Ещё одно покушение на Йеля произошло 9 июля 1923 года. Шофер Йеля Фрэнк Форте отвез семью босса на крестины в ближайшую церковь. Оттуда Фрэнки решил вернуться в свой дом на 14-й авеню пешком, поэтому Форте повёз на машине Мэри Йель и двух её дочерей. Когда женщины вышли из автомобиля, из мимо проезжавшей машины раздались выстрелы. Фрэнк Форте, которого, видимо, приняли за Йеля, был убит.

## Убийства О'Бэниона и Лонергана
В ноябре 1924 года Йеля снова попросили приехать в Чикаго, чтобы помочь Капоне и Торрио, которым нужно было убить ещё одного соперника. Сообщается, что 10 ноября 1924 года Йель, Джон Скэлис и Альберт Ансельми вошли в цветочный магазин и убили лидера Банды Норт-Сайд Дина О'Бэниона. Восемь дней спустя полиция Чикаго арестовала Йеля и Сэма Поллачча на чикагском вокзале Юнион, когда они собирались отправиться в Нью-Йорк. Йель заявил, что приехал в город на похороны президента Сицилийского союза Майка Мерло и остался, чтобы увидеть старых друзей. Йель также утверждал, что обедал во время убийства О'Бэниона. Полиция не смогла опровергнуть его алиби и была вынуждена отпустить Фрэнки.
Рано утром 26 декабря 1925 года в бруклинском клубе Adonis произошла перестрелка между боссом банды «Белая Рука» Ричардом Лонерганом и его людьми с группой гангстеров Йеля и Аль Капоне (его сыну, Сонни, только что сделали в Нью-Йорке операцию). По одной версии, давняя страшная война между «Чёрной рукой» и «Белой рукой» достигла кульминации на Рождество 1925 года, когда Лонерган повёл своих людей в клуб, чтобы напасть на команду Йеля, собравшуюся на рождественскую вечеринку. По другой версии, люди Йеля вместе с Аль Капоне устроили засаду и убили самого Лонергана, а также Аарона Хармса и Корнелиуса «Нидлза» Ферри, ещё один ирландец, Джеймс Харт был тяжело ранен. Изучение оригинальных полицейских отчётов и показаний свидетелей не подтверждает эти версии. По словам автора Патрика Дауни, стрельба в клубе Adonis, скорее всего, была спонтанной реакцией на пьяный спор между Нидлзом Ферри и Капоне с его товарищами.

## Падение
К середине 1920-х годов Йель считался одним из самых влиятельных гангстеров Бруклина. Он занимался бутлегерством, подпольными лотереями, профсоюзным рэкетом и вымогательством в доках. Однако весной 1927 года давняя дружба Йеля с Капоне пошла на убыль. Будучи крупным импортёром канадского виски, Йель поставлял большую часть товара Капоне. Фрэнки присматривал за выгрузкой выпивки и следил за тем, чтобы грузовики, направляющиеся в Чикаго, благополучно проезжали через Нью-Йорк. Когда грузовики начали угонять ещё до того, как они успевали покинуть Бруклин, Капоне заподозрил обман и попросил своего старого приятеля Джеймса «Файлези» ДеАмато присматривать за его грузовиками. ДеАмато сообщил, что Йель действительно воровал выпивку, предназначенную для Капоне. Вскоре после этого ДеАмато понял, что его раскрыли и безуспешно попытался убить Йеля в ночь на 1 июля 1927 года. Шесть ночей спустя ДеАмато был застрелен на одной из бруклинских улиц.
В последней попытке наладить отношения со своим давним другом Капоне пригласил Йеля в Чикаго, чтобы посмотреть матч-реванш за титул чемпиона в супертяжелом весе между Джеком Демпси и Джином Танни на «Солджер Филд» 22 сентября 1927 года. Хотя визит прошёл достаточно дружелюбно, отношения стали быстро портиться после того, как Йель вернулся в Нью-Йорк. Отвлечённый войной с конкурентом Джо Айелло, непродолжительным изгнанием из Чикаго и республиканскими первичными выборами 1928 года, Капоне пришлось ждать до весны 1928 года, чтобы начать планировать возмездие.
1 июля 1928 года, в воскресенье днём, Йель был в своём клубе Sunrise на 14-й авеню и 65-й улице, когда ему позвонили по телефону. Звонивший сказал, что что-то не так с новой женой Йеля Люси, которая была дома и присматривала за их годовалой дочерью. Отказавшись от предложения Джозефа Пираино отвезти его, Йель бросился к своему новенькому купе Lincoln кофейного цвета и поехал по Нью-Ютрект-авеню, где рядом с ним остановился седан Buick с четырьмя вооружёнными людьми. Новый Lincoln Йеля был оснащён броней, но стёкла были обычные, не пуленепробиваемые. Осознав опасность, Йель попытался оторваться от преследователей. После погони по Нью-Ютрект-авеню Йель свернул на запад, на 44-ю улицу, Buick последовал за ним и вскоре догнал автомобиль Йеля, после чего его пассажиры открыли огонь с близкого расстояния. Выстрел из дробовика попал Фрэнки в левую часть головы, а пуля из автомата в мозг. Любая из этих ран была смертельной. Потерявший управление Lincoln свернул вправо, перепрыгнул через бордюр и врезался в крыльцо дома № 923. 2 августа 1928 года в розыск за убийство Йеля были объявлены двое мужчин.

## Последствия
Брошенный Buick позже был обнаружен в нескольких кварталах от места убийства. Внутри автомобиля полиция обнаружила револьвер 38-го калибра, автомат 45-го калибра, обрез помпового ружья и пистолет-пулемёт Томпсона. Пистолеты в конечном итоге были отслежены до Майами, сама машина была отслежена до Ноксвилля (Теннесси), а пистолет-пулемёт до чикагского торговца спортивными товарами по имени Питер фон Франциус. Полиция отметила, что в момент убийства Йель носил кольцо с бриллиантом в четыре карата, а также пряжку ремня с выгравированными его инициалами. Буквы на пряжке содержали в общей сложности 75 алмазных крошек. Говорят, что Капоне дарил такие пряжки для ремней тем, кем он очень восхищался.
Полиция неоднократно допрашивала Капоне об убийстве Йеля, но из расследования ничего не вышло. Убийство Йеля стало первым случаем, когда в бандитской войне Нью-Йорка был использован пистолет-пулемёт Томпсона. Предполагалось, что убийцами Йеля были боевики Капоне Тони «Джо Баттерс» Аккардо, Фред «Киллер» Берк, Гас Винклер, Джордж «Дробовик» Зиглер и Луис «Маленький Нью-Йорк» Кампанья. Считается, что большинство из этих киллеров участвовали в печально известной резне в День святого Валентина семь месяцев спустя. Один из пистолетов-пулемётов, использованных в резне, позже был баллистически связан с убийством Йеля.
Похороны Йеля вошли в американскую историю как одни из самых впечатляющих гангстерских похорон. Тысячи бруклинцев выстроились вдоль улиц, чтобы посмотреть на процессию. Его похоронили в вечернем костюме, в серых замшевых перчатках и с золотыми чётками. Для перевозки всех цветов и венков потребовалось 38 автомобилей, а скорбящих перевозили 250 лимузинов Cadillac. Серебряный гроб Йеля стоимостью 15 000 долларов стоял на открытом катафалке с подиумом. На кладбище Святого Креста произошла дополнительная драма, когда две разные женщины заявили, что они жены Йеля. Когда гроб опускали, 112 скорбящих одновременно бросали в могилу розы. Похороны Йеля установили своего рода стандарт роскоши для американских гангстеров, с которым мало кто мог сравниться на протяжении многих лет.

## Наследие
Хотя Йель не занял видное место в истории преступлений, он был одним из ведущих гангстеров Нью-Йорка в 1920-х годах. Сразу после убийства Йеля руководство его группой перешло к Энтони Карфано. Четыре месяца спустя Джо Массерия организовал убийство мафиози Сальваторе Д'Аквилы. Встреча в отеле Statler в декабре 1928 года в Кливленде, скорее всего, была созвана, чтобы предотвратить возможную войну банд Нью-Йорка. Примерно половина людей и территории Йеля были поглощены семьёй Д'Аквила, который после гибели босса возглавил Аль Минео, а остальные остались под властью Карфано. Убийство Йеля оказалось первым в серии событий, которые способствовали попытке Массерии объединить все мафиозные семьи Нью-Йорка под своим контролем, что в конечном итоге привело к Кастелламмарской войне.

## Личная жизнь
Вскоре после открытия бара Harvard Inn Йель женился на Марии Делапия, от которой у него родились две дочери, Роза и Изабелла. Позже они расстались и в 1927 году он женился на более молодой женщине по имени Люсита, которая родила ему дочь Анджелину. Йель был известен как любитель дорогих костюмов и украшений с бриллиантами. Один газетный репортёр назвал его «Красавчик Браммелл из Бруклина» (англ. Beau Brummell of Brooklyn). Йель также был известен своей щедростью по отношению к бедным бруклинцам, которые часто просили у него финансовой помощи, заслужив прозвище «Принц друзей».
При этом Йель был жестоким человеком, который без колебаний причинял боль другим. Однажды Фрэнки, разозлившись на младшего брата Анджело, так сильно избил его, что тот попал в больницу. Когда два вымогателя попытались избавиться от популярного контролёра чеков из соседнего ресторана, Йель избил их обоих до потери сознания.

## В поп-культуре
- Йель упоминается в пьесе Артура Миллера «Вид с моста»[23].
- История Йеля была описана в комиксах в All True Detective Cases No. 2 компании Avon Comics (апрель/май 1954 года).
- В фильме 1975 года «Капоне» Йеля сыграл Джон Кассаветис.
- Йеля играли Аль Руссо в оригинальном телесериале «Неприкасаемые[англ.]» (1959) и Роберт Элленштейн в сериале «Годы беззакония[англ.]» (1960-е). Гораздо более упрощённое изображение его убийства было показано в начальной сцене сериала «Неприкасаемые[англ.]» (1993).
- В сериале HBO «Подпольная империя» Йеля играет Джозеф Риккобене.